# Idaea iodesma
Idaea iodesma là một loài bướm đêm trong họ Geometridae.